# Keiko Saitoová
Keiko Saitoová (japonsky 斉藤 圭子, * 24. března 1965) je bývalá japonská fotbalistka.

## Reprezentační kariéra
Za japonskou reprezentaci v roce 1984 odehrála 3 reprezentační utkání.

## Statistiky
| Japonsko | Japonsko | Japonsko |
| Roky     | Záp.     | Góly     |
| -------- | -------- | -------- |
| 1984     | 3        | 0        |
| Celkem   | 3        | 0        |